# Trioceros ntunte
Trioceros ntunte là một loài thằn lằn trong họ Chamaeleonidae. Loài này được Necas, Modry & Slapeta mô tả khoa học đầu tiên năm 2005.